# Lieberman in Love
Lieberman in Love è un cortometraggio del 1995 diretto da Christine Lahti, che ha vinto l'Oscar al miglior cortometraggio nel 1996.

## Trama
In un resort alle Hawaii, il ricco Joe Lieberman è attratto da un'ospite di nome Shaleen, che si scopre essere una prostituta. Iniziano una relazione professionale, che continua anche dopo che Joe sviluppa un interesse romantico per una donna sposata, Kate, che gli vende un condominio.

## Riconoscimenti
- 1996 - Premi Oscar
  - Miglior cortometraggio a Christine Lahti
- 1996 - Premio César
  - Candidatura Miglior cortometraggio